# 大川村 (福島県)
大川村（おおかわむら）は福島県南会津郡にかつて存在した村である。

## 地理
現在の南会津町、旧伊南村の西部に位置する。
村域は帝釈山脈に位置し、山がちな地形が多い。
村内には伊南川が流れる。

## 歴史

### 村域の変遷
- 1889年（明治22年）4月1日 - 町村制施行により、大桃村・恥風村・内川村・大原村・小立岩村が合併し南会津郡大川村が発足。
- 1955年（昭和30年）4月1日 - 伊南村との合併により消滅。

変遷表
| 1868年 以前 | 1868年 以前 | 明治8年 | 明治10年 | 明治22年 4月1日 | 昭和30年 4月1日 | 平成18年 3月20日 | 現在     |
| ----------- | ----------- | ------- | -------- | --------------- | --------------- | ---------------- | -------- |
|             | 大桃村      | 大桃村  | 大桃村   | 大川村          | 伊南村          | 南会津町         | 南会津町 |
|             | 恥風村      | 恥風村  | 恥風村   | 大川村          | 伊南村          | 南会津町         | 南会津町 |
|             | 朴木村      | 恥風村  | 恥風村   | 大川村          | 伊南村          | 南会津町         | 南会津町 |
|             | 落合村      | 落合村  | 内川村   | 大川村          | 伊南村          | 南会津町         | 南会津町 |
|             | 大原村      |         |          | 大川村          | 伊南村          | 南会津町         | 南会津町 |
|             | 小立岩村    |         |          | 大川村          | 伊南村          | 南会津町         | 南会津町 |

## 大字
- 大桃（おおもも）
- 恥風（はじかぜ）
- 内川（うちかわ）
- 大原（おおはら）
- 小立岩（こだていわ）

## 人口・世帯

### 人口
総数 [単位： 人]
| 1889年（明治22年） | 393 |
| 1920年（大正 9年） | 589 |
| 1947年（昭和22年） | 841 |

### 世帯
総数 [単位： 世帯]
| 1920年（大正 9年） | 90  |
| 1947年（昭和22年） | 127 |